# Ariocarpus retusus
Ariocarpus retusus ist eine Pflanzenart in der Gattung Ariocarpus aus der Familie der Kakteengewächse (Cactaceae). Das Artepitheton retusus stammt aus dem Lateinischen, bedeutet ‚abgestumpft‘ und verweist auf die Form der Warzen. Spanische Trivialnamen sind „Chaute“, „Chautle“, und „Peyote Cimarrón“. Die Huichol bezeichnen ihn als „Tsuwíri“.

## Beschreibung
Ariocarpus retusus wächst mit abgeflacht kugelförmigen, graugrünen, blaugrünen oder gelbgrünen Trieben und erreicht bei Durchmessern von 4 bis 30 Zentimeter Wuchshöhen von 3 bis 25 Zentimeter. Die spreizenden, aufrechten Warzen ragen aus der Bodenoberfläche heraus. Sie sitzen an der Basis gedrängt, sind etwas zugespitzt oder weisen eine scharfe Endspitze auf. Die Oberseite der Warzen ist gerundet oder flach. Die Warzen sind 1,5 bis 4 Zentimeter lang und 1 bis 3,5 Zentimeter breit. Sie können dabei genauso lang wie breit sein oder zweimal länger. An den Spitzen der Warzen sind gelegentlich Areolen vorhanden.
Die Blüte sind cremefarben bis hellgelb oder weiß, manchmal mit einem roten Mittelstreifen, oder rosarot. Sie weisen einen Durchmesser von 3 bis 5 Zentimeter auf. Die verlängerten Früchte sind 1 bis 2,5 Zentimeter lang.
Die Chromosomenzahl ist {\displaystyle 2n=22}.

## Systematik, Verbreitung und Gefährdung
Ariocarpus retusus ist in Mexiko weit verbreitet. Das Verbreitungsgebiet erstreckt sich von den Bundesstaaten Coahuila und Nuevo León südwärts entlang beider Seiten der Sierra Madre Occidental bis nach San Luis Potosí.
Die Erstbeschreibung erfolgte 1838 durch Michael Joseph François Scheidweiler. Ein nomenklatorisches Synonym ist Anhalonium retusum (Scheidw.) Salm-Dyck (1850).
Ariocarpus retusus wird in der Roten Liste gefährdeter Arten der IUCN als „Least Concern (LC)“, d. h. als in der Natur nicht gefährdet, eingestuft.

## Inhaltsstoffe

Das Flavonol Retusin

In Ariocarpus retusus wurden Hordenin, N-Methyltyramin, N-Methyl-3,4-Dimethoxy-β-Phenethylamin und N-Methyl-4-Methoxy-β-Phenethylamin sowie das Flavonol Retusin nachgewiesen.

## Nutzung
Die Einheimischen nutzen den Schleim aus den Wurzeln der Pflanzen als Leim zur Reparatur von Tonwaren. Als Medizinalpflanze wird sie zur Behandlung Fieber verwendet. Ariocarpus retusus werden ähnliche berauschende Eigenschaften wie Ariocarpus fissuratus zugeschrieben. Bei den Huichol hat sie den Ruf ein schlechter Peyotl-Kaktus zu sein und Menschen verrückt zu machen.

## Nachweise